# Юрченко Борис Олександрович
Борис Олександрович Юрченко (рос. Борис Александрович Юрченко; 24 червня 1936, Ленінград — 30 квітня 1996) — радянський кіноактор.

## Біографія
Борис Олександрович Юрченко народився 24 червня 1936 року в Ленінграді в сім'ї робітника Олександра Спіридоновича Юрченка та домогосподарки Феодосії Григорівни. У 1939 році сім'я переїхала до міста Злинка (Брянська область). Батько загинув 1945 року на фронтах Великої Вітчизняної війни.
Ще 1952 року, будучи 16-річним юнаком, Юрченко поїхав працювати електромонтажником на Каховську ГЕС, де пропрацював кілька років із перервою на службу в Радянській Армії (1955—1957).
В 1963 Борис Юрченко закінчив акторський факультет ВДІКу (майстерня Михайла Ілліча Ромма) і був прийнятий в театр-студію кіноактора, де працював до 1972 року. Після цього працював за договорами.
Дебют у кінематографі відбувся, коли Юрченко навчався на другому курсі ВДІКу, коли він зіграв невелику роль у фільмі Максима Руфа «Сварка у Лукашах». Як правило, грав в амплуа людини з народу.
Помер 30 квітня 1996 року. Похований на Домодєдівському цвинтарі.

## Вибрана фільмографія
- 1959 — Сварка в Лукашах
- 1960 — Проста історія